# Acultzingo (kommun)
Acultzingo är en kommun i Mexiko.   Den ligger i delstaten Veracruz, i den sydöstra delen av landet, 210 km öster om huvudstaden Mexico City.
Följande samhällen finns i Acultzingo:
- Acultzingo
- Acatla
- Sierra de Agua
- Puente de Guadalupe
- Aguachinola
- Próspero Pineda
- Coatepec de Abajo
- Tlapextitla
- Vaquería
- Ojo de Agua de Abajo
- Linda Vista
- Atitla
- Pinotla
- Ixtacahuatla
- Puerto del Aire
- El Ahuitzique
- Coatepec de Arriba